# Parque Natural Municipal Von Schilgen
O Parque Natural Municipal Von Schilgen é um parque brasileiro localizado em Vitória, no Espírito Santo, mais precisamente na Praia do Canto, no Morro do Gajuru, cuja altitude até o topo do morro é de 65 metros.  A chácara na qual o parque foi instalado possui duas residências da família de Nicolau Von Schilgen, uma delas do início do século XX.

## Características
O parque conta com uma área de 71.259,27 metros quadrados e um perímetro de 1.503,63 metros.

## Links
- Prefeitura de Vitória